# Trichiurus
Trichiurus is een geslacht van straalvinnige vissen uit de familie van de haarstaarten (Trichiuridae). Het geslacht werd vermeld in 1758 door Linnaeus in de tiende editie van Systema naturae.

## Soorten
- Trichiurus auriga Klunzinger, 1884
- Trichiurus australis Chakraborty, Burhanuddin & Iwatsuki, 2005.[2]
- Trichiurus brevis Wang & You, 1992
- Trichiurus gangeticus Gupta, 1966
- Trichiurus lepturus Linnaeus, 1758 – Haarstaartdegenvis
- Trichiurus margarites Li, 1992
- Trichiurus nanhaiensis Wang & Xu, 1992
- Trichiurus nickolensis Burhanuddin & Iwatsuki, 2003
- Trichiurus russelli Dutt & Thankam, 1966